# Porta Elisa
Porta Elisa è una porta nelle mura di Lucca che guarda verso est; essa prende il nome da Elisa Baciocchi Bonaparte.

## Storia ed
Durante la dominazione napoleonica, caduto il pericolo di invasioni da Firenze, si rese sempre più forte l'esigenza di un accesso diretto alla via che portava a località importanti dello stato lucchese come Capannori e Villa Basilica proseguendo poi verso Pescia, Montecatini Terme, Pistoia e Firenze. Venne così decisa l'apertura di una nuova porta, intitolata non più ad un santo come le preesistenti, ma  (secondo il laicismo di rigore all'epoca) alla Principessa di Lucca e Piombino, sorella di Napoleone, Elisa Baciocchi, che aveva sposato contro la volontà del fratello il nobilotto decaduto Felice Baciocchi che divenne a sua volta principe.
Elisa, donna di carattere molto forte, decise di portare la città di Lucca, che ai suoi occhi era una cittadina di nessuna importanza e di aspetto irrimediabilmente antiquato (era l'epoca che si gloriava di aver fatto luce sui secoli bui del medioevo) agli standard delle moderne città francesi che rimpiangeva; per fare ciò avviò un gran numero di cantieri, quasi tutti fortemente osteggiati dalla popolazione, che la tollerava malvolentieri.
Fra questi cantieri uno dei pochi effettivamente portati a termine vi fu l'apertura di porta Elisa, iniziata nel 1809 e portata a compimento nel 1811. La porta, a tre fornici, presenta una modesta ornamentazione neoclassica, a trabeazione in stile dorico a triglifi e metope (non scolpite) sorrette da due coppie di colonne tuscaniche. Un basso parapetto è l'unica parte della costruzione che sormonta, di poco, il livello delle mura. La muratura in marmo bianco spicca fortemente sul rosso dei mattoni che costituiscono il parato delle mura.
All'interno delle mura, dalla porta, che assumeva così l'aspetto e la funzione di un arco di trionfo, iniziava il tracciato di una nuova via d'accesso al centro della città, ovviamente chiamata Via Elisa, che nell'inquietante progetto iniziale doveva sventrare i quartieri antichi della città, tramite demolizione della romanica Porta San Gervasio, per creare così una grande strada porticata che arrivasse fino in piazza San Michele, sull'esempio della parigina Rue de Rivoli. La caduta dell'Impero napoleonico arrestò le demolizioni e solo un tratto iniziale della via elisa fu portato a termine, dietro demolizione del medioevale Convento del Carmine e del convento e chiesa dei Cappuccini, dedicato alla Concezione di Maria, che ivi era sorto nel 1610.

## Altre informazioni
Lo stadio di calcio Stadio Porta Elisa di Lucca prende il nome dalla Porta.
Fino al 1957 all'esterno della porta era presente una fermata della tranvia Lucca-Pescia-Monsummano delle Tranvie Elettriche Lucchesi; dal lato interno transitavano invece i convogli dell'altra compagnia tranviaria presente in città, la Tranvia Lucchese, che gestì la relazione Lucca-Ponte a Moriano dal 1884 al 1932.